# Partido Baaz Árabe Socialista (Yemen)
El Partido Baaz Árabe Socialista (Árabe: حزب البعث الاشتراكي القومي - قطر اليمن Hizb Al-Ba'ath Al-Arabi Al-Ishtiraki - Qutr Al-Yaman) oficialmente la Rama Regional Yemení, es un partido político de ideología baazista en Yemen.
El baathismo en Yemen se remonta a la década de 1950. El partido llevó a cabo una actividad política clandestina hasta 1990. El partido fue oficialmente registrado como el "Partido Baath Árabe Socialista" el 31 de diciembre de 1995, mientras que el partido pro-Irak se registró como el "Partido Baath Nacional Árabe Socialista" en 1997 El secretario general del partido en Yemen es Mohammed Al-Zubairy.
El partido disputó las elecciones parlamentarias de 1993 en alianza con el Partido Socialista Árabe Ba'ath, ganando siete escaños. Después de las elecciones, sin embargo, las relaciones entre los dos grupos ba'athistas se agriaron y disputaron elecciones adicionales por separado. En las elecciones parlamentarias de 1997 y 2003, el partido ganó dos asientos. En 2003, el partido recibió el 0,66% de la votación nacional. El partido apoyó a Ali Abdullah Saleh en las elecciones presidenciales de 1999. En diciembre de 2008, el Partido Baath Árabe Socialista y el Partido Baath Nacional Árabe Socialista acordaron coordinar de nuevo sus actividades políticas.
En noviembre de 2010, uno de los principales dirigentes del partido en Yemen, Ali Ahmad Nasser al-Dhahab, quien fue subsecretario general del Comando Regional y miembro del Parlamento desde 1993, murió.
En 2011, el partido participó en la revolución yemenita contra el presidente Ali Abdullah Saleh.